# David Dencik
Karl David Sebastian Dencik (Stockholm, 31 oktober 1974) is een Zweeds-Deense acteur.

## Biografie
David Dencik werd in Stockholm (Zweden) geboren als de zoon van Lars Dencik, een professor sociale psychologie, en Kerstin Allroth, een docente filmwetenschappen. Zijn vader is van Slowaakse afkomst. Op jonge leeftijd verhuisde hij met zijn familie naar Denemarken. Hij studeerde in zijn jeugd in Brazilië, waar hij in contact kwam met de vecht-dans capoeira en geïnteresseerd raakte in theater. Nadien keerde hij terug naar Zweden, waar hij studeerde aan de Swedish National Academy of Mime and Acting.

## Carrière
Na zijn studies ging Dencik aan de slag als acteur. Omstreeks 2005, na een reeks kleine bijrollen, brak hij in Zweden door met zijn rol als moordenaar John Ausonius in de miniserie Lasermannen. Een jaar later gooide hij ook hoge ogen met zijn rol als transvrouw in de tragikomedie En soap (2006). De rol leverde hem op verschillende filmfestivals prijzen op. In 2010 kroop Dencik in de huid van muzikant Cornelis Vreeswijk voor de biografische film Cornelis.
Hij speelde mee in zowel de Zweedse (Män som hatar kvinnor) als Amerikaanse verfilming (The Girl with the Dragon Tattoo) van Stieg Larssons roman Mannen die vrouwen haten. In 2011 werkte hij ook mee aan de Engelstalige producties War Horse en Tinker, Tailor, Soldier, Spy.
Naast films heeft Dencik ook regelmatig bijrollen in televisieseries. In 2013 speelde hij kardinaal Giambattista Orsini in de historische dramaserie The Borgias. In de daaropvolgende jaren kreeg hij ook bijrollen in de misdaadseries Top of the Lake en McMafia. Sinds 2019 speelt hij ook mee in de Netflix-serie Quicksand.

## Filmografie

### Film (selectie)
- En soap (2006)
- Daisy Diamond  (2007)
- Kandidaten (2008)
- Män som hatar kvinnor (2009)
- Cornelis (2010)
- Tinker, Tailor, Soldier, Spy (2011)
- War Horse (2011)
- The Girl with the Dragon Tattoo (2011)
- En kongelig affære (2012)
- Serena (2014)
- Mænd og Høns (2015)
- Der kommer en dag (2016)
- The Snowman (2017)
- No Time to Die (2021)

### Televisie (selectie)
- Lasermannen (2005)
- The Borgias (2013)
- Top of the Lake (2017)
- McMafia (2018)
- Quicksand (2019)
- Kastanjemanden (2021)